# Aulo Plauzio (pretore 51 a.C.)
Aulo Plauzio (in latino Aulus Plautius; fl. I secolo a.C.) è stato un politico romano del I secolo a.C.

## Biografia
Aulo Plauzio fu tribuno della plebe nel 56 a.C. e in quell'anno lesse in pubblico una lettera con cui il sovrano egizio in esilio, Tolomeo XII, chiedeva l'aiuto del Senato romano per riottenere il suo trono, richiesta che tuttavia non fu accettata. Fu poi eletto edile curule nel 55 o nel 54 a.C. e pretore nel 51 a.C.; negli anni 49-48 a.C. fu governatore provinciale in Bitinia e Ponto.